# Arthur Gore (9e comte d'Arran)
Arthur Desmond Colquhoun Gore, 9e comte d'Arran (né le 14 juillet 1938) titré « vicomte Sudley » (entre 1958 et 1983) est un homme politique et pair anglo-irlandais,.

## Biographie
Lord Arran est né à Westminster, le fils aîné d'Arthur Gore (8e comte d'Arran) et de Fiona Colquhoun, première fille de Iain Colquhoun. Il fait ses études au Collège d'Eton et au Balliol College d'Oxford.
Il sert dans les Grenadier Guards et obtient le grade de sous-lieutenant. Il est directeur adjoint du Daily Mail, puis directeur général adjoint du Daily Express et du Sunday Express dans les années 1970. Il est administrateur de Waterstones (1984-1987) .
Il devient 9e comte d'Arran, des îles Arran le 23 février 1983, à la mort de son père. Chez les Lords, Lord Arran siège pour le Parti conservateur, occupant plusieurs postes ministériels subalternes.
Le 28 septembre 1974, il épouse Eleanor van Cutsem, fille de Bernard van Cutsem et Margaret Fortescue, et petite-fille de Hugh Fortescue (5e comte Fortescue), et héritière du siège Fortescue de Castle Hill, dans le Devon. Elle est nommée membre de l'Ordre de l'Empire britannique (MBE) à l'occasion de l'anniversaire de la reine 2008. Lord et Lady Arran gèrent la demeure de la famille Fortescue, Castle Hill (en) et ses jardins dans le Devon, comme lieu de réception. Ils ont également loué 50 propriétés sur le domaine Filleigh de 5 000 acres dans le Devon. Il n'a pas de fils, mais a deux filles : 
- Laura Melissa Fortescue-Gore (née le 14 juin 1975), qui épouse le major James Duckworth-Chad (arrière-petit-fils maternel d'Albert Spencer (7e comte Spencer)) le 16 octobre 2004. Ils ont quatre enfants ;
- Lucy Katherine Fortescue-Gore (née le 26 octobre 1976).

Puisque Lord Arran n'a pas de fils de sa femme et que toutes les autres lignées descendant du 4e comte d'Arran sont éteintes, son héritier présomptif est actuellement son cousin très éloigné, William Henry Gore (né en 1950), qui vit en Australie, descendant du plus jeune frère du 4e comte.